# Тригерман
Тригерман — бинарное неорганическое соединение металла германия и водорода с формулой Ge3H8, бесцветная жидкость, не растворимо в воде.

## Получение
- При действии кислот на германид магния образуется моногерман с примесью высших германов, которые разделяют перегонкой:

{\displaystyle {\mathsf {Mg_{2}Ge+HCl\ {\xrightarrow[{-MgCl_{2}}]{}}\ GeH_{4},Ge_{2}H_{6},Ge_{3}H_{8}}}}

## Физические свойства
Тригерман образует бесцветную жидкость, которая разлагается при 194°С.